# Alois Barmettler
Alois Barmettler war ein Schweizer Hersteller von Automobilen. Der Markenname lautete Albar.

## Unternehmensgeschichte
Alois Barmettler, der bereits zwischen 1962 und 1966 Buggys unter der Marke Beach Buggy herstellte und vertrieb, gründete 1978 in Buochs das Unternehmen, das seinen Namen trug, und begann mit der Produktion von Automobilen, die sowohl komplett als auch als Kit erhältlich waren. 1993 oder 1999 endete die Produktion. Außerdem vertrieb Barmettler Fahrzeuge von Custoca in der Schweiz.

## Fahrzeuge

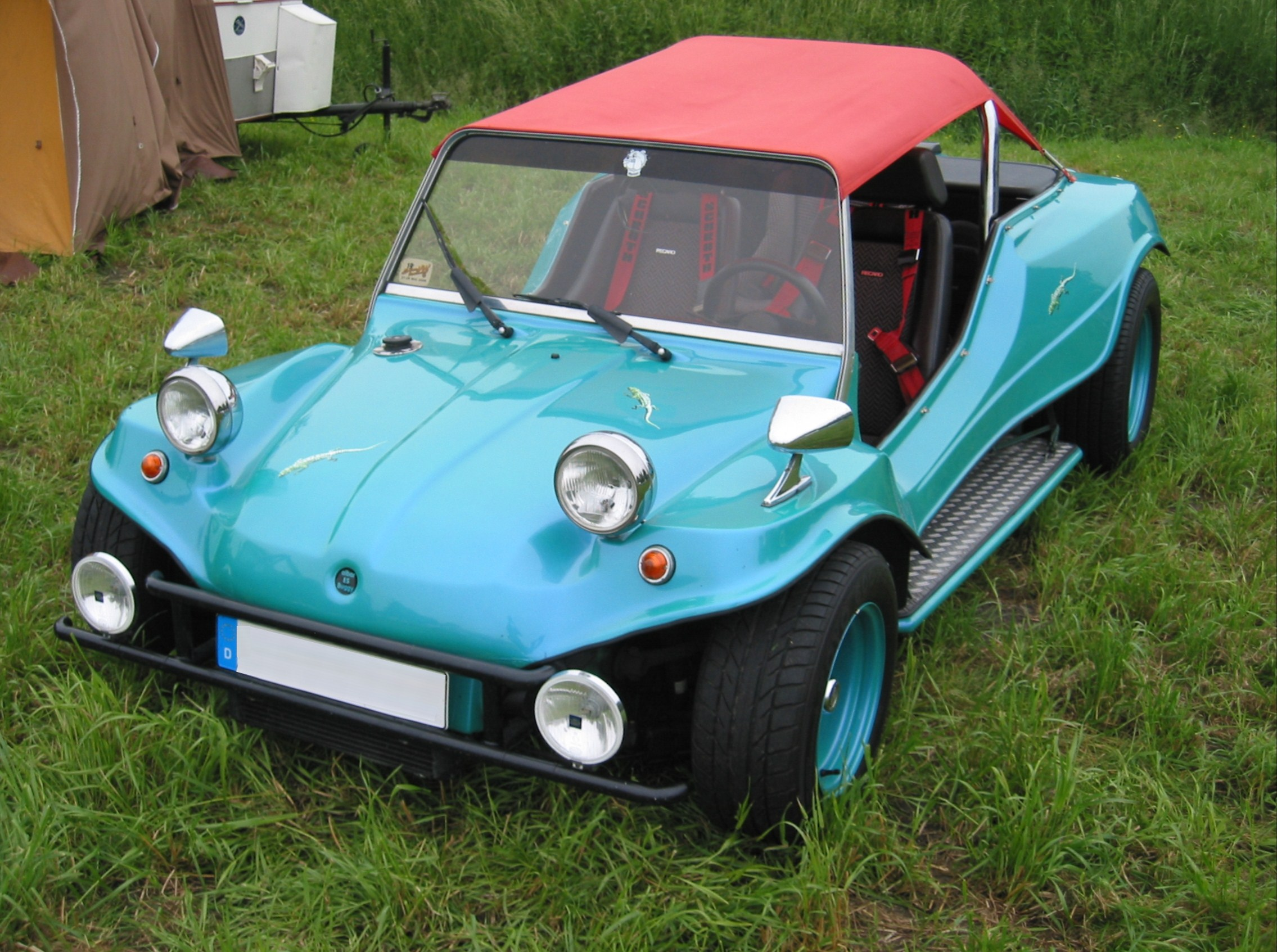
Albar Buggy

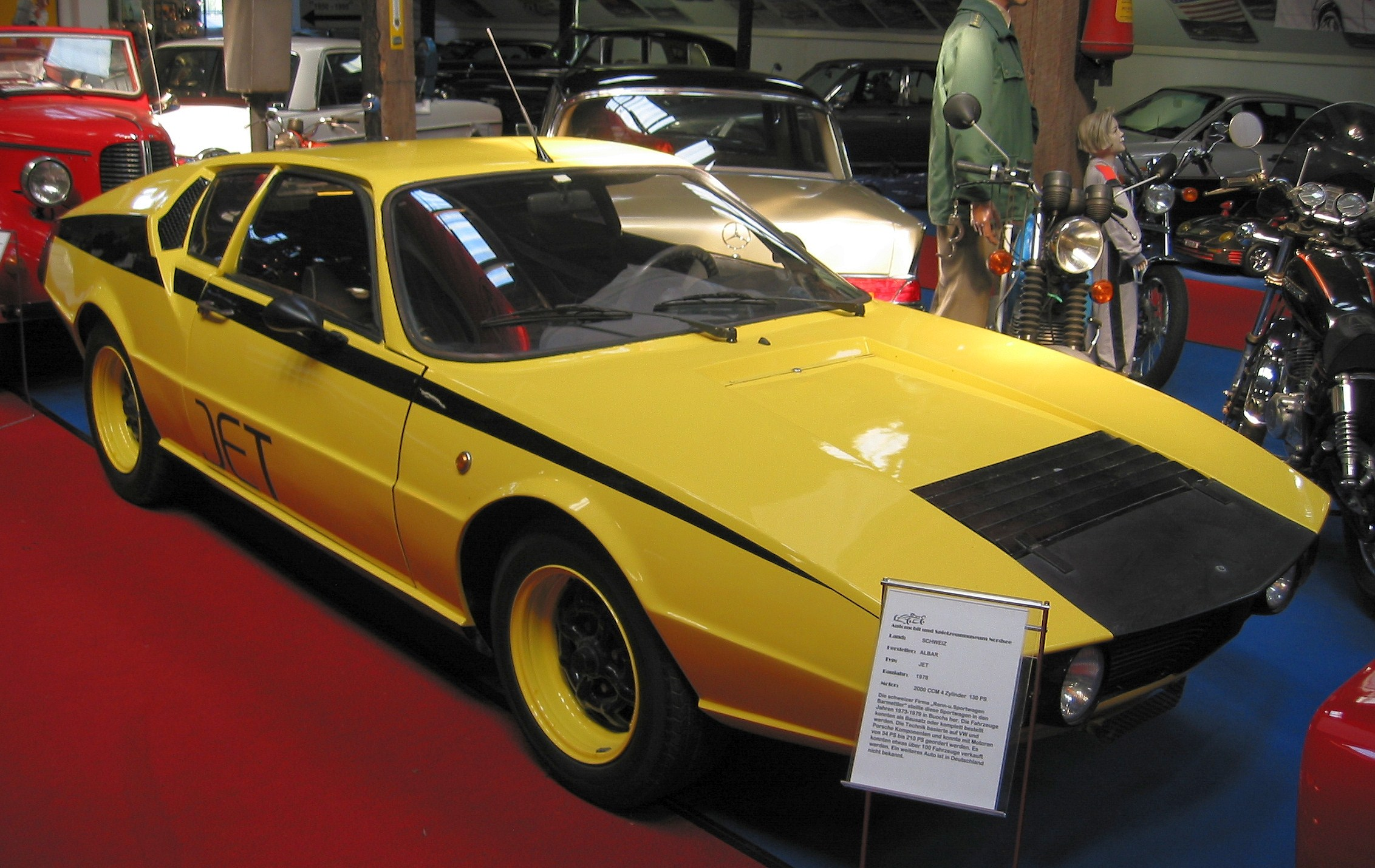
Albar Jet von 1978

Das Unternehmen stellte Buggys und Coupés auf Basis des VW Käfers her. Zunächst wurde das originale Fahrgestell verwendet. Später kam ein Gitterrahmen zum Einsatz. Die Fahrzeuge wiesen Kunststoffkarosserien auf. In späteren Jahren wurden auch Nachbauten verschiedener Fahrzeuge wie Ferrari F 40, Ferrari F 50, Lamborghini Countach, Porsche 356 und Porsche 959 angeboten.

## Modellübersicht
- Buggies[2]
- Albar Jet, Coupé[1]
- Albar Sonic, 1982 vorgestellt, Coupé mit Flügeltüren und Heckspoiler, der dem Heckspoiler des Lamborghini Countach ähnelte[2]
- Albar Spider, Motor von Porsche mit 120 PS[2]
- Albar Sonic GT, 1984 auf dem Genfer Auto-Salon ausgestellt, Motor vom VW Golf mit 1800 cm³ Hubraum[2]
- Super Cabriolet, Basis VW Käfer Cabriolet, Motor von Porsche, Ölkühler, Heckspoiler und Kotflügelverbreiterungen (Umbaukosten 10.000 DM)[2]
- Albar Sonic, ab 1991 mit Einbaumotor von Renault[2]

## Vertrieb in Deutschland
Ab 1980 vertrieb die Cartop GmbH Albar aus Bergisch Gladbach die Fahrzeuge in Deutschland.